# Mystroxylon
Mystroxylon es un género de plantas con flores con 23 especies descritas pertenecientes a la familia Celastraceae.

## Taxonomía
El género fue descrito por Eckl. & Zeyh. y publicado en Enumeratio Plantarum Africae Australis Extratropicae 125. 1834. La especie tipo no ha sido designado.

## Especies seleccionadas
- Mystroxylon aethiopicum
- Mystroxylon athranthum
- Mystroxylon benkeanum